# Batalla d'Héricourt
La batalla d'Héricourt va ser una contesa militar de la Guerra de Borgonya. Va tenir lloc el 13 de novembre de 1474 al costat de Héricourt, en l'actual departament francès de l'Alt Saona. El resultat va ser la derrota del Ducat de Borgonya i els seus aliats.

## Antecedents
L'emperador Frederic III es trobava en guerra amb Carles I de Borgonya el Temerari a causa de les ambicions expansionistes del borgonyó. Frederic temia perdre els dominis dels Habsburg en Alsàcia, que Segimon d'Àustria havia deixat en testament a Borgonya. La ciutat de Berna es va associar amb Lluís XI de França, enemic de Carles, i la Confederació Suïssa havia entrat en guerra amb Carles. Com el borgonyó no pensava tornar els estats entestats, sota l'administració de Peter von Hagenbach, Frederic es va associar amb l'ajuda del rei francès amb els confederats i els va convidar a unir-se a la seva campanya contra Carles.
El 12 d'octubre els confederats, que estaven en guerra amb els Habsburg des de la fundació de la fundació de la Confederació Suïssa van signar amb Segimon d'Àustria l'acord Ewige Richtung, que preparava el camí a la guerra. Per aquell temps es va establir també la Niedere Vereinigung (Unió elemental de ciutats Basilea, Colmar, Estrasburg i Sélestat), amenaçades per Carles I de Borgonya, i que també es van unir contra ell. El 25 d'octubre, Berna va declarar la guerra de la resta dels confederats a Carles el Temerari. L'endemà es va signar el tractat amb Lluís XI. Perquè el tractat fos equitatiu i Lluís XI accedís a signar-Berna va accedir a enviar 3.000 homes a Alsàcia. El 13 de novembre Segimon d'Àustria i la Niedere Vereinigung li van declarar la guerra a Carles.

## Desenvolupament
Immediatament després de declarar la guerra a Carles I de Borgonya, els confederats i els seus aliats (Niedere Vereinigung, Alsàcia i les ciutats suaves de l'imperi) enviar 18.000 homes contra el borgonyó. Aquesta força va assetjar el 8 de novembre la plaça d'Héricourt, que controlava l'accés a Borgonya des de Sundgau. Borgonya va reaccionar enviant un exèrcit de 12.000 homes sota el comandament del Comte Henri de Neuenburg-Blamont en direcció a Hericourt, que estava sent assetjat, mentre Carles assetjava Neuss.
Quan els confederats van veure als borgonyons el 13 de novembre van interrompre el setge i van atacar sota el comandament del bernès Nicolau II von Scharnachthal el fort de carros que van preparar els borgonyons. Cap dels dos exèrcits va usar artilleria pesant, tot i que ambdós comptaven amb gran nombre de colobriners. Amb ajuda de la cavalleria dels Habsburg van arrasar a la cavalleria de Borgonya. En poca estona van morir 1.617 borgonyons i a continuació es va rendir la guarnició de Hericourt i la plaça va passar a mans dels Habsburg.